# For Everything
Albums de Rapsody
Thank H.E.R. Now
(2011) The Black Mamba
(2012)
For Everything est une mixtape de Rapsody, sortie le 15 novembre 2011.

## Liste des titres
| No  | Titre                                                           | Contient un (des) sample(s) de                                                 | Durée |
| --- | --------------------------------------------------------------- | ------------------------------------------------------------------------------ | ----- |
| 1.  | Pace Myself (Produit par 9th Wonder)                            | Make the Move de Kenny Loggins                                                 | 2:56  |
| 2.  | The Autobiography of M. Evans (Produit par 9th Wonder)          | Make the Move de Kenny Loggins                                                 | 4:19  |
| 3.  | A Crush Groove (Produit par 9th Wonder)                         | Prototype d'OutKast You're a Customer d'EPMD                                   | 5:15  |
| 4.  | The Woman's Work (Produit par 9th Wonder)                       | This Woman's Work de Maxwell                                                   | 3:50  |
| 5.  | For Everything (Produit par Khrysis)                            | Sexy Woman de Timmy Thomas                                                     | 4:30  |
| 6.  | Ain't Worthy (featuring GQ – Produit par AMP)                   | Thin Line des Impressions Stompdashitoutu de M.O.P. featuring Capone-N-Noreaga | 4:30  |
| 7.  | 4:20 PM (Produit par Khrysis)                                   |                                                                                | 3:42  |
| 8.  | Jamla Girls and Jamla Boys (Produit par 9th Wonder)             | Rock the Boat d'Aaliyah                                                        | 3:30  |
| 9.  | ABC/Guilty (Produit par Eric G.)                                |                                                                                | 4:57  |
| 10. | A Cold Winter (featuring Freeway – Produit par AMP)             | What We Do... de Freeway featuring Jay-Z et Beanie Sigel                       | 3:30  |
| 11. | All Black Everything (Produit par Eric G.)                      |                                                                                | 3:00  |
| 12. | Live It Up (featuring Bluu Suede – Produit par Khrysis)         |                                                                                | 4:12  |
| 13. | Rock the Bells (featuring Kendrick Lamar – Produit par Khrysis) | Pulse de Todd Rundgren                                                         | 2:33  |
| 14. | Dear Friends (Produit par 9th Wonder)                           | Thanks 4 a Great Time Last Nite d'Al B. Sure!                                  | 3:17  |